# Bayonne (New Jersey)
Bayonne è una città degli Stati Uniti d'America, nella contea di Hudson, nello Stato del New Jersey. Secondo il censimento del 2000 la città aveva una popolazione di 61 842 abitanti, scesa a 57 886 nel 2007.

## Storia
Bayonne nacque come municipalità il 1º aprile 1861, per scorporo dalla Bergen Township. Bayonne fu re-incorporata come città da un atto della New Jersey Legislature il 10 marzo 1869, decisione confermata nove giorni dopo da un referendum popolare.
Secondo la tradizione, la città prende il nome da quella di Bayonne in Francia. Si dice che i francesi ugonotti si fossero stabiliti qui prima della fondazione di Nuova Amsterdam. Alla metà del XVII secolo i valloni, di lingua francese, erano una grossa percentuale della popolazione dei Nuovi Paesi Bassi, nel cui territorio si trovava Bayonne, e quindi la teoria è credibile, sebbene non ci siano prove precise ad avvalorarla. Un'altra teoria suggerisce che quest'area abbia preso il nome di "Bayonne" in quanto sulla riva di due baie: Newark e New York, da cui Bay-on oppure on the Bays.

### Comunità
A Bayonne risiedono numerose comunità d'immigrati, di origine italiana, irlandese e polacca.

## Infrastrutture e trasporti
La città è servita dalla tranvia Hudson-Bergen.